# Альфа-форма

Выпуклая оболочка, альфа-форма и минимальное остовное дерево двумерного множества данных.

Альфа-форма или {\displaystyle {\boldsymbol {\alpha }}}-форма — это семейство кусочно-линейных простых кривых на евклидовой плоскости, ассоциированных с формой конечного множества точек. Альфа-формы первым определили Эдельсбруннер, Киркпатрик и Зайдель. Альфа-форма, ассоциированная с множеством точек, является обобщением концепции выпуклой оболочки, то есть любая выпуклая оболочка является альфа-формой, но не любая альфа-форма является выпуклой оболочкой.

## Описание
Для любого вещественного числа {\displaystyle \alpha } определим концепцию обобщённого диска радиуса {\displaystyle 1/\alpha } следующим образом:
- Если {\displaystyle \alpha =0}, это замкнутая полуплоскость;
- Если {\displaystyle \alpha >0}, это замкнутый диск радиуса {\displaystyle 1/\alpha };
- Если {\displaystyle \alpha <0}, это замыкание дополнения диска радиуса {\displaystyle -1/\alpha }.

Тогда ребро альфа-формы рисуется между двумя точками конечного множества, когда существует обобщённый диск радиуса {\displaystyle 1/\alpha }, содержащий всё множество точек и обладающий свойством, что две точки лежат на его границе.
Если {\displaystyle \alpha =0}, то альфа-форма, ассоциированная с конечным множеством точек, является обычной выпуклой оболочкой.

## Альфа-комплекс
Альфа-формы тесно связаны с альфа-комплексами, подкомплексами триангуляции Делоне множества точек.
Каждое ребро треугольника триангуляции Делоне может быть ассоциировано с характеристическим радиусом, ребром наименьшей пустой окружности, содержащей ребро треугольника. Для каждого вещественного числа {\displaystyle \alpha } {\displaystyle \alpha }-комплекс заданного множества точек является симплициальным комплексом, образованным набором рёбер и треугольников, чьи радиусы не превосходят {\displaystyle 1/\alpha .}
Объединение рёбер и треугольников в {\displaystyle \alpha }-комплексе формирует форму, близко походящую на {\displaystyle \alpha }-форму, однако она отличается тем, что имеет кусочно-линейные рёбра, а не дуги окружностей. Более того, Эдельсбруннер показал, что две формы гомотопически эквивалентны. (В этой, более поздней работе, Эдельсбруннер использовал название {\displaystyle \alpha }-форма для обозначения ячеек {\displaystyle \alpha }-комплекса, а для криволинейной формы использовал название {\displaystyle \alpha }-тело.)

## Примеры
Эту технику можно применять для реконструкции поверхности Ферми из электронной спектральной функции Блоха, вычисленной на уровне Ферми, как полученной из функции Грина. Поверхность Ферми тогда определяется как множество противоположных точек пространства внутри первой зоны Бриллюэна, где сигнал наибольший.
Такое определение имеет преимущество, что оно перекрывает различные случаи нарушений.

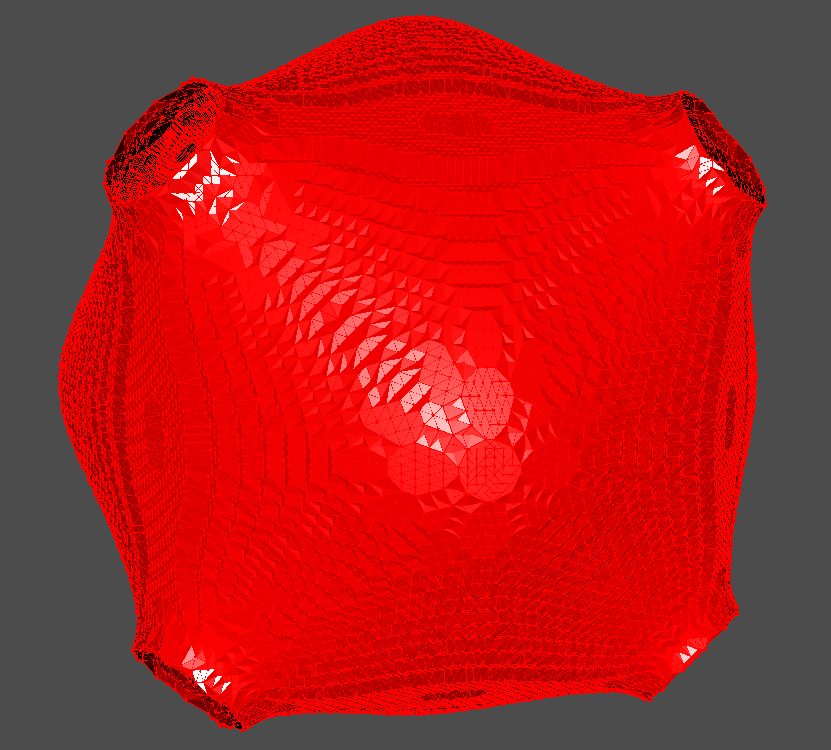
Поверхность Ферми серебра: реконструкция альфа-формы из реконструкции спектральной функции Блоха